# Melitopol
Melitopol (ukrajinsky Мелітополь, rusky Мелитополь) je druhé největší město Záporožské oblasti na jižní Ukrajině; středisko stejnojmenného rajónu.
Ve městě žilo před ruskou okupací v únoru 2022 skoro 150 tisíc obyvatel obyvatel.

## Geografie
Město leží v rovinaté stepní krajině na říčce Moločna a je zastávkou na důležitém železničním i silničním tahu Kyjev – Charkov – Záporoží.

## Historie

### Ruské období
Město bylo založené carevnou Kateřinou II Velikou roku 1784 na místě turecké osady Kyzyl-Jar dobyté roku 1769 ruskou armádou. Roku 1816 byl název změněn na Novoaleksandrovka, roku 1842 na Melitopol; název odkazuje na starořecké přístavní město (řec. Melitos – med), které se rozkládalo na blízkém břehu Azovského moře. S příchodem železnice se rozvinul obchod, bankovnictví a zejména strojírenství, které má silnou pozici dodnes.
V roce 1895 byla v Melitopolu uvedena do provozu první elektrárna.

### Sovětské období
Během občanské války v Rusku se moc v Melitopolu několikrát změnila. Město bylo postupně pod kontrolou prozatímní vlády, ukrajinské Centrální rady, bolševiků, hejtmana Skoropadského, ozbrojených sil Jižního Ruska, pod Wrangelovou armádou, pod Machnovci a nakonec dne 31. října 1920 do města vstoupila Rudá armáda a nastolila sovětskou moc.
Ve 20. a 30. letech 20. století pokračoval rozvoj Melitopolu jako průmyslového a kulturního centra regionu. Byly budovány nové podniky, zakládány nové vzdělávací instituce a počet obyvatel rychle rostl. Ve stejných letech Melitopol trpěl hladomorem a stalinskými represemi.
Dne 6. října 1941 Melitopol dobyly německé jednotky a město bylo ručeno jako centrum Krymsko-tavrského obecného okresu, jednoho ze 6 okresů Říšského komisariátu Ukrajina. V Melitopolu byly prováděny masové popravy židovského obyvatelstva, ve městě a v jeho okolí bylo vytvořeno několik menších koncentračních táborů. Dne 23. října 1943 bylo město osvobozeno sovětskou armádou.
První poválečná léta byla věnována obnově válkou zničeného města. V letech 1950-1980 vznikly nové městské čtvrti.

### Ukrajinské období
V prvním desetiletí ukrajinské nezávislosti prošla ekonomika Melitopolu hlubokou krizí. Městské podniky výrazně snížily objem výroby a některé se zastavily úplně. Ve městě byla masivní nezaměstnanost. Pozitivní ekonomické trendy se objevily až po roce 2000.

### Ruská invaze na Ukrajinu
Dne 26. února 2022 během ruské invaze na Ukrajinu město obsadila ruská armáda. V prvních týdnech po obsazení Ruskem, se v Melitopolu konaly masové protiruské protesty. Dne 11. března 2022 byl starosta města Ivan Fedorov zatčen ruskou armádou a později jej ukrajinské úřady vyměnily za ruské válečné zajatce. Pod ruskou mocí byla jmenována úřadující starostkou Galina Danilčenko.
Dne 15. listopadu 2022 udělil ruský prezident Vladimir Putin Melitopolu titul Město vojenské slávy. Po obsazení Melitopolu Ruskem začala probíhat rusifikace obyvatelstva, vymýtání ukrajinštiny, školy vyučují pouze v ruštině a do města jsou hromadně stěhováni Rusové.

## Doprava
Městské autobusové linky zavedené v dobách Ukrajinské SSR byly postupně rušeny a dnes je Melitopol největším ukrajinským městem, kde městskou dopravu zajišťují pouze tzv. maršrutky.

## Kultura a školství
Město je i dnes spíše venkovského rázu a nemá významnější kulturní památky kromě kostelíka Alexandra Něvského a Domu Ordiroviča. 10 km od města se nachází archeologická rezervace Kam'jani mohyly.
V Melitopolu je 22 škol.

## Rodáci
- Jicchak Kanev, izraelský politik
- Jevhen Chačeridi, fotbalista
- Pavel Sudoplatov, sovětský generál a špion

## Partnerská města
- Brive-la-Gaillarde, Francie
- Gori, Gruzie
- Sliven, Bulharsko